# Klickitat (Waszyngton)
Klickitat – jednostka osadnicza w Stanach Zjednoczonych, w stanie Waszyngton, w hrabstwie Klickitat.